# Asuogyaman
Asuogyaman är ett distrikt i Ghana.   Det ligger i regionen Östra regionen, i den sydöstra delen av landet, 80 km norr om huvudstaden Accra. Arean är 664 kvadratkilometer.
Terrängen i Asuogyaman är kuperad åt nordväst, men åt sydost är den platt.